# Jeff Gladney
Jeff Gladney (geboren am 12. Dezember 1996 in New Boston, Texas; gestorben am 30. Mai 2022 in Dallas, Texas) war ein US-amerikanischer American-Football-Spieler auf der Position des Cornerbacks. Er spielte College Football für die Texas Christian University und wurde in der ersten Runde des NFL Draft 2020 von den Minnesota Vikings ausgewählt. Zuletzt stand Gladney bei den Arizona Cardinals unter Vertrag.

## College
Gladney besuchte die Highschool in seiner Heimatstadt New Boston, Texas. Von 2015 bis 2019 ging er auf die Texas Christian University (TCU) in Fort Worth. Nachdem er sich kurz vor Ende seiner Highschool-Karriere das Kreuzband gerissen hatte, legte Gladney zunächst ein Redshirt-Jahr ein. Anschließend spielte er vier Jahre als Starter für die TCU Horned Frogs und wurde 2019 in das All-Star-Team der Big 12 Conference gewählt. In 50 Spielen gelangen Gladney 43 verteidigte Pässe und fünf Interceptions. Gladney wurde zum Senior Bowl eingeladen, konnte allerdings verletzungsbedingt nicht teilnehmen.

## NFL
Gladney wurde im NFL Draft 2020 in der ersten Runde an 31. Stelle von den Minnesota Vikings ausgewählt. Als Rookie lief er in 16 Spielen auf, davon 15 mal als Starter. Dabei konnte er drei Pässe verhindern und einen Fumble verursachen.
Am 4. April 2021 wurde Gladney wegen des Vorwurfs von häuslicher Gewalt gegen seine Freundin festgenommen. Er nahm daraufhin nicht an der Saisonvorbereitung für 2021 teil. Am 29. Juli stimmte eine Grand Jury für eine Anklage gegen Gladney. Daraufhin entließen die Vikings ihn am 3. August 2021. Am 11. März 2022 wurde Gladney als nicht schuldig befunden.
Am 16. März 2022 unterschrieb Gladney einen Zweijahresvertrag bei den Arizona Cardinals.

## Tod
Am Morgen des 30. Mai 2022 starb Gladney bei einem Autounfall in Dallas.